# Lucio Fabbri
Lucio Fabbri (Crema, 25 marzo 1955) è un polistrumentista, arrangiatore e direttore d'orchestra italiano.

## Biografia
La sua carriera musicale ha inizio negli anni settanta; si fa notare nella scena musicale rock progressivo di quegli anni collaborando con Claudio Rocchi, Alan Sorrenti ed Eugenio Finardi, con cui co-produce nel 1976 l'album Sugo, edito dalla Cramps.
Nel 1978 realizza per la Cramps Records l'album da solista Amarena, caratterizzato da sonorità che spaziano tra pop e sperimentazione, in cui conferma la sua qualità di polistrumentista, muovendosi agilmente con la chitarra, il basso, il violino, la viola, il violoncello, oltre che con sintetizzatori e tastiere.
In seguito realizza l'album Recitarcantando assieme a Demetrio Stratos, cantante degli Area, registrato dal vivo a Cremona nel 1978.
Nel 1979 entra nella Premiata Forneria Marconi in occasione della tournée con Fabrizio De André, dalla quale sono stati tratti gli album dal vivo Fabrizio De André in concerto - Arrangiamenti PFM e Fabrizio De André in concerto - Arrangiamenti PFM Vol. 2º.
Durante gli anni ottanta entra a far parte della Premiata Forneria Marconi con gli album Suonare suonare (1980), Come ti va in riva alla città (1981), Performance (1982), PFM? PFM! (1984) e Miss Baker (1987).
In quegli anni si afferma anche come arrangiatore, produttore e direttore d'orchestra per numerosi artisti, tra i quali Roberto Vecchioni, Pierangelo Bertoli, Enzo Jannacci, Giorgio Gaber, Grazia di Michele, Cristiano De Andrè, Massimo Ranieri, Milva, Nada, Matia Bazar, Dolcenera, Marco Mengoni e a livello internazionale con Little Steven, Randy Crawford, Al Jarreau, Dee Dee Bridgewater, Matt Bianco, Nicolette Larson, Nick Kershaw, Tony Hadley e Paul Young.
Ha vinto tre volte il Festival di Sanremo nella “Sezione Campioni” (Massimo Ranieri, Annalisa Minetti, Jalisse) e quattro volte nella “Sezione Giovani” (Paola & Chiara, Annalisa Minetti, Jalisse, Dolcenera).
Parallelamente alla sua attività discografica ha realizzato le musiche di alcuni tra gli spot pubblicitari più significativi dell'ultimo trentennio, fra cui Pasta Barilla "Gattino", Sanbittèr "Intervallo", Enel "Albero" e la colonna sonora di “Chiedimi se sono felice” di Aldo, Giovanni e Giacomo.
A partire dal 2001 riprende la sua collaborazione con la PFM partecipando agli album Live in Japan (2002), Piazza del Campo (2003), Stati di immaginazione (2006), PFM canta De Andrè (2008), La Buona Novella A.D. 2010 (2010) e PFM in Classic - Da Mozart a Celebration (2013), Emotional Tattoos (2017), Ho sognato pecore elettriche (2021).
Dal 2008 al 2019 è stato il direttore musicale delle prime 13 edizioni del talent show X Factor Italia, di cui ha realizzato tutti gli arrangiamenti.
Dal 2015 al 2022 ha prodotto e arrangiato tutte le basi musicali del talent show Italia's Got Talent.
Nel 2017 ha curato la produzione dell'EP Chosen dei Måneskin, che contiene il brano Beggin', vincitore dell'American Music Awards 2022 come miglior brano Rock dell'anno.
A partire dal 2011 ha prodotto e arrangiato tutti gli album di Roberto Vecchioni (Chiamami ancora amore, Di rabbia e di stelle, Io non appartengo più, La vita che si ama (contenente il CD "Canzoni per i figli"), L'infinito).
Nel 2022 ha fondato la band "Lucio Fabbri & Friends", con Roberto Gualdi, Antonio Petruzzelli, Paolo Bonfanti e Massimo Germini, con cui ripropone in concerto alcuni tra i brani più significativi da lui scritti, prodotti e arrangiati nel corso della sua carriera.

## Discografia
- Lucio "Violino" Fabbri - Amarena (Cramps) 1978
- Demetrio Stratos/Lucio "Violino" Fabbri - Recitarcandando (Cramps) 1978

## Principali arrangiamenti e produzioni
- Album "Fabrizio De André - Arrangiamenti PFM" (1979)
- Spot TV Barilla/Gattino (1986)
- Perdere l'amore - Massimo Ranieri (1988)
- Spunta la luna dal monte - Pierangelo Bertoli & Tazenda (1992)
- Il cielo d'Irlanda - Fiorella Mannoia (1992)
- Dietro la porta - Cristiano De Andrè (1993)
- Gli amori diversi - Grazia di Michele & Rossana Casale (1993)
- The time of your life (colonna sonora del film "Nine months") - Little Steven (1995)
- Senza te o con te - Annalisa Minetti (1998)
- Siamo tutti là fuori - Dolcenera (2003)
- Luna in piena - Nada (2007)
- Beggin' - Maneskin (2017)
- L'Infinito - Roberto Vecchioni (2018)
- Gerry Christmas (il primo album italiano interamente realizzato con l'intelligenza artificiale) - Gerry Scotti (2023)
- Tra le mani un cuore - Massimo Ranieri (2025)